# Bão Sanba (2018)
Bão Sanba năm 2018, còn được biết ở Philippines với tên bão Basyang, là xoáy thuận nhiệt đới thứ hai của Mùa bão Tây Bắc Thái Bình Dương 2018.

## Cấp bão
- Cấp bão (Việt Nam): Cấp 8 – Bão nhiệt đới.
- Cấp bão (Nhật Bản): 35kts – Bão nhiệt đới, áp suất 1000 hPa (mbar).
- Cấp bão (Hoa Kỳ): 35kts – Bão nhiệt đới.*
- Cấp bão (Hồng Kông - Trung Quốc): 65 km/h (18 m/s) – Bão nhiệt đới.
- Cấp bão (Philippines): Bão nhiệt đới.

(*) Trước đó, JTWC cho rằng sức gió mạnh tới 55kts (100 km/h). JTWC đã xã nhận rằng cường độ này là quá cao do vị trí sai trong cảnh báo số 10 và đã hạ nó xuống chỉ vừa bằng một cơn bão tối thiểu (35kts - 65 km/h).

## Lịch sử khí tượng
- Bởi cơn bão xuất hiện đúng dịp Tết Nguyên Đán Mậu Tuất 2018, nếu đi vào biển Đông dịp này sẽ cực kỳ nguy hiểm đến người dân nhưng mà bão thường hiếm khi xuất hiện bão vào dịp tết nguyên đán, cho nên người dân hay lơ là. Vì vậy, trung tâm dự báo Khí tượng thủy văn trung ương lần đầu tiên đã cảnh báo đến 5 ngày (120 giờ) trước khi đón Tết Nguyên Đán Mậu Tuất.
- Cơn bão này được Trung tâm dự báo khí tượng thủy văn trung ương tính là một áp thấp nhiệt đới ở Nam biển Đông trong tháng 2/2018.
- Một hệ thống áp suất thấp phát triển thành một áp thấp nhiệt đới ở phía bắc đảo Chuuk thuộc quần đảo Micronesia sáng sớm ngày 8 tháng 2. Sau đó nó phát triển thành một cơn bão nhiệt đới vào ngày 11 tháng 2 được đặt tên quốc tế là Sanba bởi JMA. Ngay sau đó, Sanba đi vào vùng biển Philippines và được đặt tên là Basyang bởi PAGASA. Vào ngày 13 tháng 2, Sanba đổ bộ vào Cortes, Philippines. Do có 1 đợt không khí lạnh mạnh tràn xuống, cho nên bão suy yếu thành áp thấp nhiệt đới. Ngày hôm sau, hệ thống tiếp tục suy yếu dần thành vùng thấp và tan trên biển Đông.

## Những thiệt hại
- Khoảng 17.000 người bị ảnh hưởng bởi cơn bão và có 14 người chết. Tổng thiệt hại là 167,955 triệu PHP (3,2 triệu USD). Cơn bão đã gây ra những tác động đối với Liên bang Micronesia, Palau, Philippines.
- Ở Việt Nam, vì bão tan trên biển Đông nên bão không gây thiệt hại gì đáng kể.